# Canal Kortrijk-Bossuit
El Canal Kortrijk-Bossuit és un canal de Bèlgica que enllaça el Leie a Kortrijk amb l'Escalda a Bossuit. Té una llargada de 15,2 km. És de la classe IV i I.

## Història

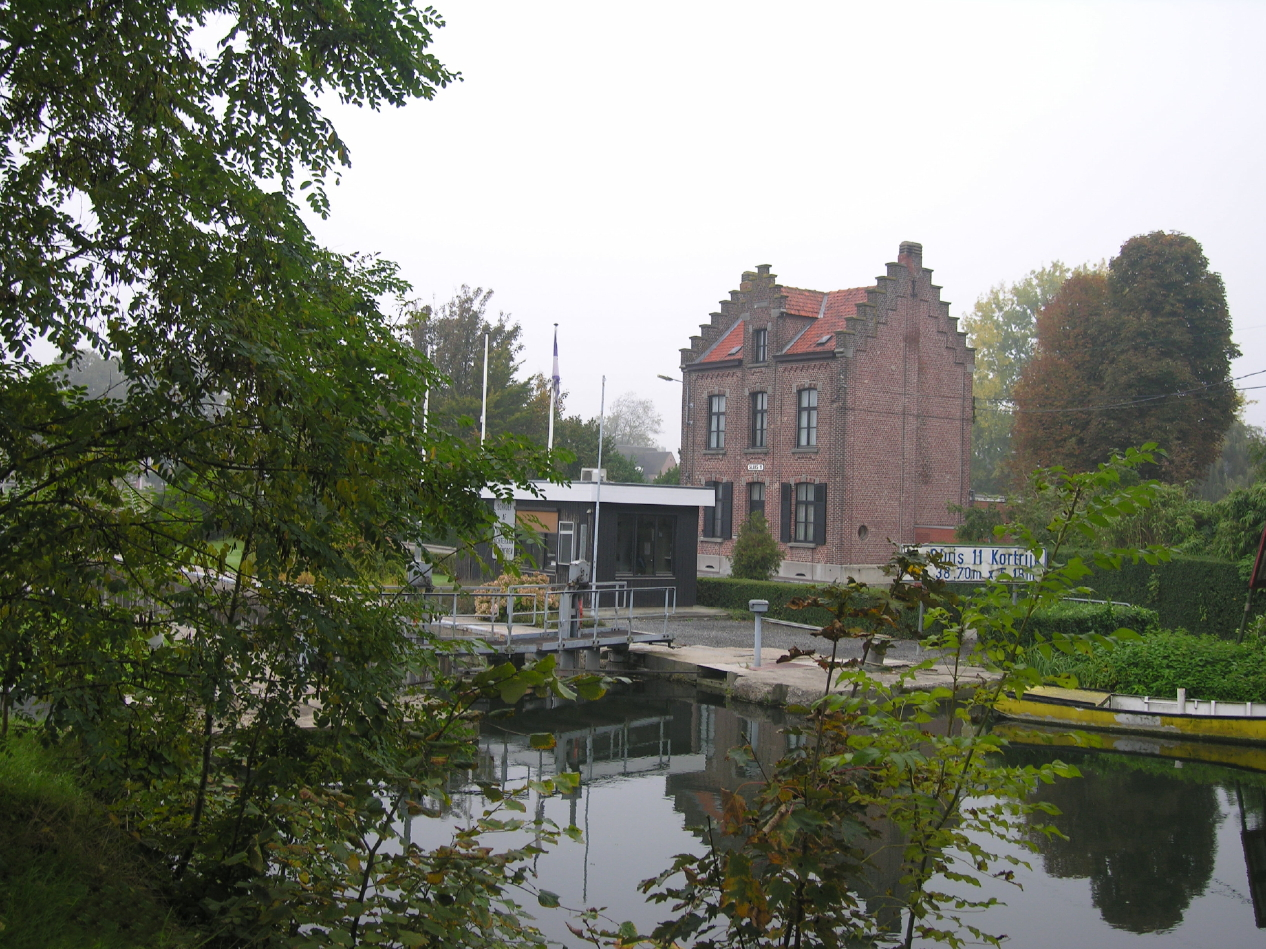
Casa d'assuter de la resclosa n°11
(monument catalogat)

El canal va construir-se a la segona meitat del segle xix, in principis per a facilitar el transport del carbó de les mines del Borinage. Als anys 70 del segle xx 12,1 km del canal entre Bossuit i Stasegem es van eixamplar per a acceptar embarcacions fins a 1350 tones (classe IV). La resta del canal (3,113 km), amb tres rescloses catalogades, romà limitada a 300 tones (classe I).

## Rescloses i altres infraestructures
El canal original tenia 11 rescloses, una estació de bombatge i un túnel per a superar el desnivell. Després de la modernització, només en romanen 6: tres modernes i tres rescloses històriques del tram entre Kortrijk i Stasegem (les n°11, 10 i 9).
El 1970, un nova estació amb bombes de capacitat més llarga va inaugurar-se. Des de 1990, l'antiga estació de bombatge restaurada serveix de centre d'atenció als turistes. Es pot visitar les antigues instal·lacions. El túnel – localment conegut com el souterrring - va derrocar-se. Les vores del canal fan part d'una ruta turística per a ciclistes.

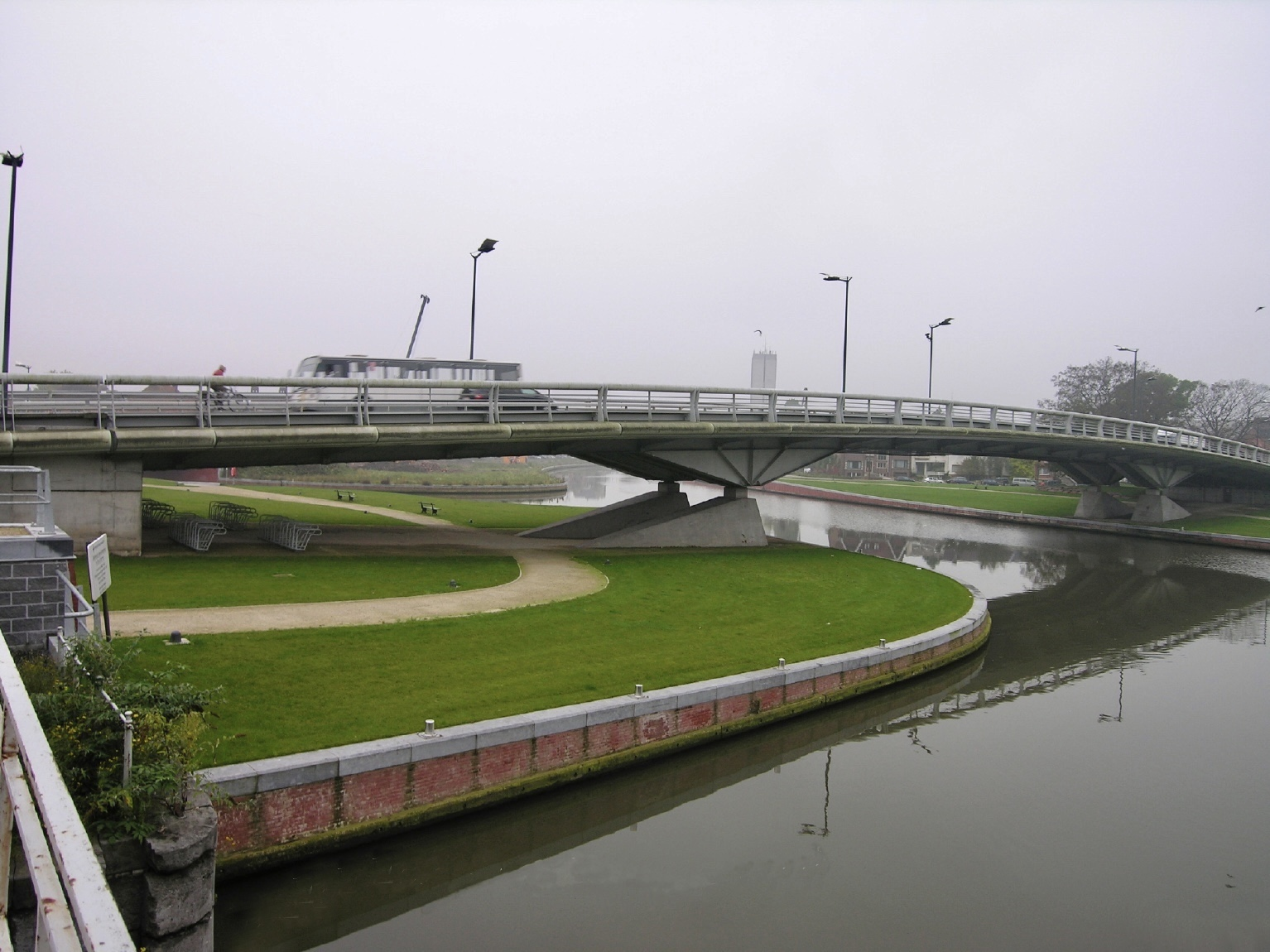
El Leie i l'entrada del canal a Kortrijk
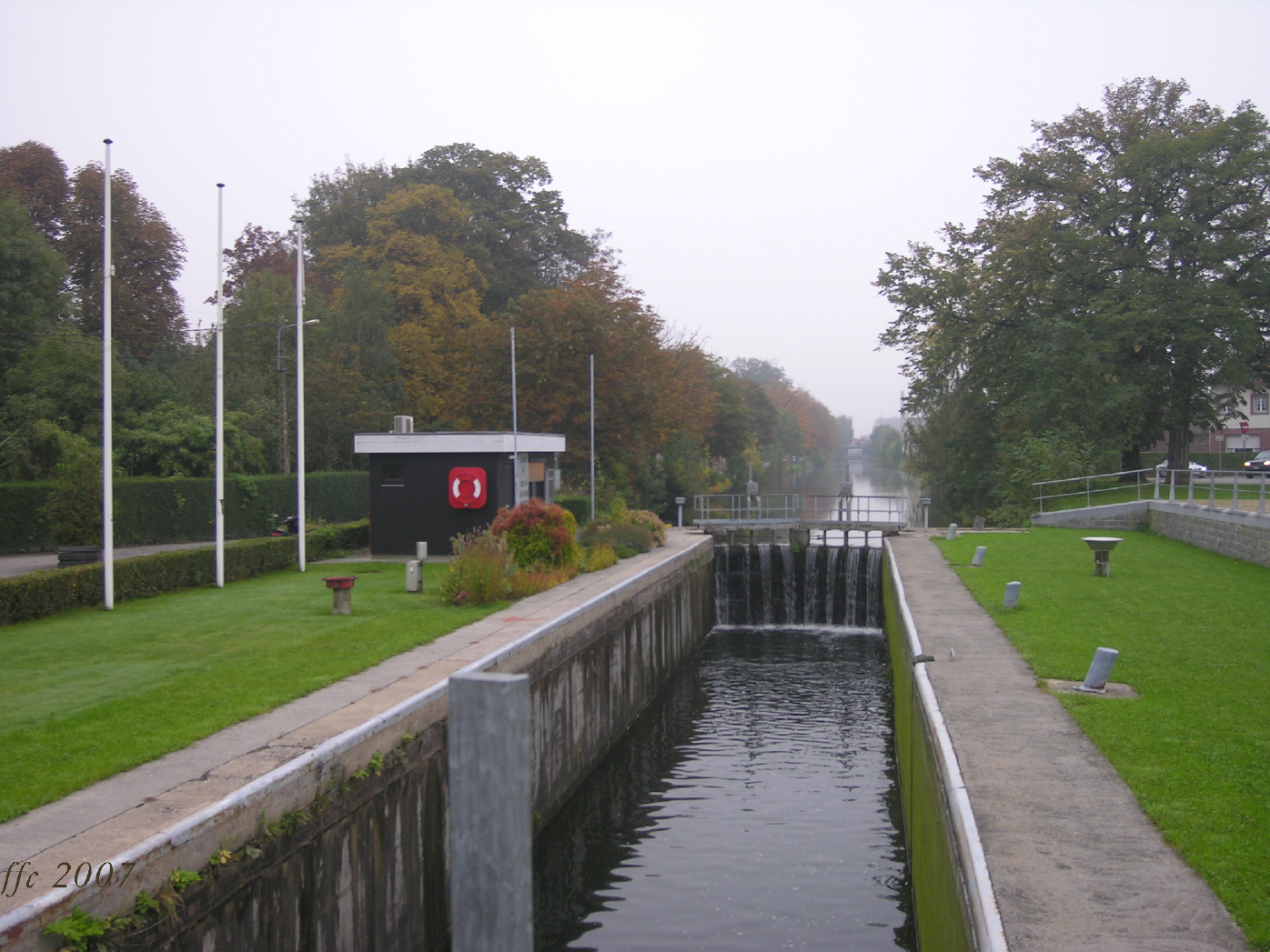
Resclosa n°11 (monument catalogat)
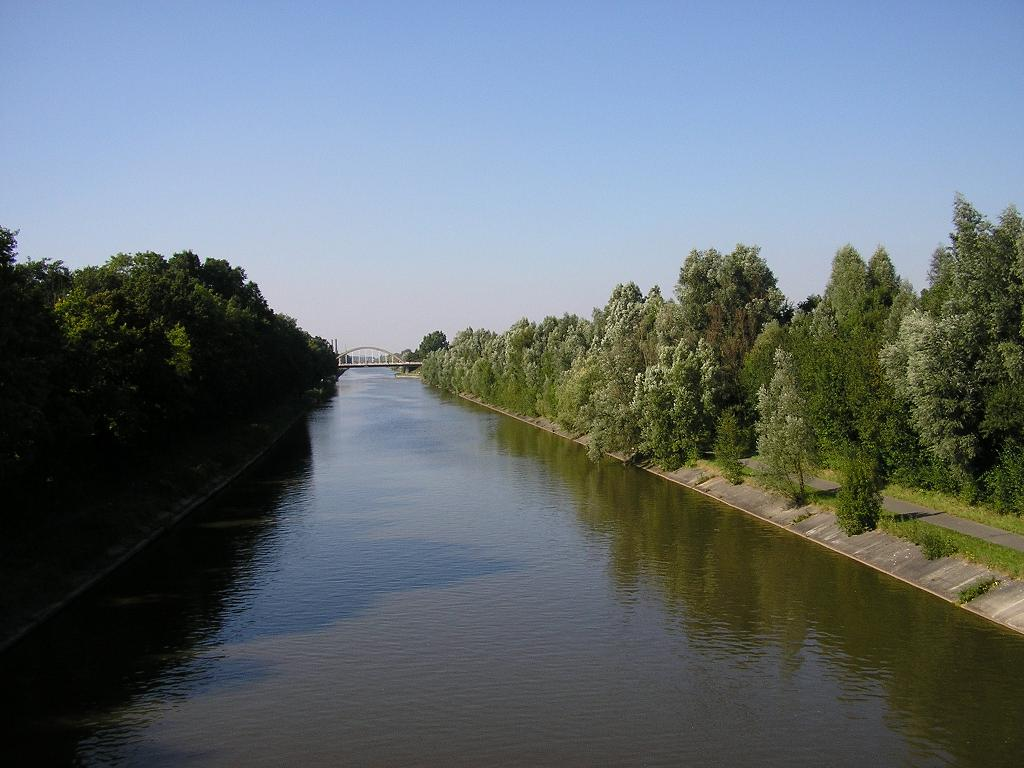
El canal a Zwevegem